# Clytie (vlinder)
Clytie is een geslacht van vlinders van de familie spinneruilen (Erebidae), uit de onderfamilie Catocalinae.

## Soorten
- C. arenosa Rothschild, 1913
- C. benenotata Warren, 1888
- C. bernardi Rungs, 1958
- C. delunaris (Staudinger, 1889)
- C. devia (Swinhoe, 1884)
- C. distincta (A.Bang-Haas, 1907)
- C. euryphaea Hampson, 1918
- C. gracilis (A.Bang-Haas, 1907)
- C. haifae (Habich, 1905)
- C. illunaris (Hübner, 1813)
- C. infrequens (Swinhoe, 1884)
- C. luteonigra Warren, 1913
- C. micra Wiltshire, 1973
- C. nabataea Hampson, 1913
- C. omana Wiltshire, 1975

- C. rungsi Laporte, 1975
- C. sancta (Staudinger, 1897)
- C. scotorrhiza Hampson, 1913
- C. sublunaris Staudinger, 1889
- C. suppura Wiltshire, 1969
- C. syriaca (Bugnion, 1837)
- C. terrulenta Christoph, 1893
- C. tropicalis Rungs, 1975